# Silvinho Esajas
Silvinho Randy Esajas (Boxtel, 8 luglio 2002) è un calciatore surinamese con cittadinanza olandese, difensore o centrocampista del Volendam e della nazionale surinamese.

## Caratteristiche tecniche
È un difensore centrale ma può giocare anche come mediano.

## Carriera

### Club
Ha iniziato a giocare a calcio nello Zeeburgia, per poi passare nel 2019 al Verona, che lo ha assegnato alla propria formazione Primavera. Al termine della stagione è rientrato nei Paesi Bassi all'ADO Den Haag, inizialmente assegnato all'Under-21. Il 4 aprile 2021 ha fatto il suo esordio in prima squadra nell'incontro di Eredivisie perso 4-1 contro l'Utrecht
Promosso stabilmente in prima squadra nel 2022, il 21 ottobre ha segnato il suo primo gol nella partita casalinga pareggiata 2-2 contro il De Graafschap. Il 20 gennaio 2025 ha rescisso consensualmente il contratto con il club e tre giorni dopo ha firmato con il Volendam.

### Nazionale
Il 26 marzo 2025 ha debuttato con la nazionale surinamese, nell'incontro di qualificazione per la CONCACAF Gold Cup 2025 vinto 1-0 contro la Martinica.

## Statistiche

### Presenze e reti nei club
Statistiche aggiornate al 25 marzo 2025.
| Stagione            | Squadra             | Campionato          | Campionato | Campionato | Coppe nazionali | Coppe nazionali | Coppe nazionali | Coppe continentali | Coppe continentali | Coppe continentali | Altre coppe | Altre coppe | Altre coppe | Totale | Totale | Totale |
| Stagione            | Squadra             | Comp                | Pres       | Reti       | Comp            | Pres            | Reti            | Comp               | Pres               | Reti               | Comp        | Pres        | Reti        | Pres   | Reti   |        |
| ------------------- | ------------------- | ------------------- | ---------- | ---------- | --------------- | --------------- | --------------- | ------------------ | ------------------ | ------------------ | ----------- | ----------- | ----------- | ------ | ------ | ------ |
| apr.-giu.2021       | ADO Den Haag        | ED                  | 2          | 0          | CO              | 0               | 0               | -                  | -                  | -                  | -           | -           | -           | 2      | 0      |        |
| 2021-2022           | ADO Den Haag        | 1D                  | 1+1        | 0          | CO              | 0               | 0               | -                  | -                  | -                  | -           | -           | -           | 2      | 0      |        |
| 2022-2023           | ADO Den Haag        | 1D                  | 24         | 2          | CO              | 3               | 0               | -                  | -                  | -                  | -           | -           | -           | 27     | 2      |        |
| 2023-2024           | ADO Den Haag        | 1D                  | 17+4       | 2+0        | CO              | 2               | 0               | -                  | -                  | -                  | -           | -           | -           | 23     | 2      |        |
| 2024-gen. 2025      | ADO Den Haag        | 1D                  | 8          | 0          | CO              | 1               | 0               | -                  | -                  | -                  | -           | -           | -           | 9      | 0      |        |
| Totale ADO Den Haag | Totale ADO Den Haag | Totale ADO Den Haag | 57         | 4          |                 | 6               | 0               |                    | -                  | -                  |             | -           | -           | 63     | 4      |        |
| gen.-giu. 2025      | Volendam            | 1D                  | 9          | 0          | CO              | 0               | 0               | -                  | -                  | -                  | -           | -           | -           | 9      | 0      |        |
| Totale carriera     | Totale carriera     | Totale carriera     | 66         | 4          |                 | 6               | 0               |                    | -                  | -                  |             | -           | -           | 72     | 4      |        |

### Cronologia presenze e reti in nazionale
| Cronologia completa delle presenze e delle reti in nazionale ― Suriname | Cronologia completa delle presenze e delle reti in nazionale ― Suriname | Cronologia completa delle presenze e delle reti in nazionale ― Suriname | Cronologia completa delle presenze e delle reti in nazionale ― Suriname | Cronologia completa delle presenze e delle reti in nazionale ― Suriname | Cronologia completa delle presenze e delle reti in nazionale ― Suriname | Cronologia completa delle presenze e delle reti in nazionale ― Suriname | Cronologia completa delle presenze e delle reti in nazionale ― Suriname |
| Data                                                                    | Città                                                                   | In casa                                                                 | Risultato                                                               | Ospiti                                                                  | Competizione                                                            | Reti                                                                    | Note                                                                    |
| ----------------------------------------------------------------------- | ----------------------------------------------------------------------- | ----------------------------------------------------------------------- | ----------------------------------------------------------------------- | ----------------------------------------------------------------------- | ----------------------------------------------------------------------- | ----------------------------------------------------------------------- | ----------------------------------------------------------------------- |
| 25-3-2025                                                               | Fort-de-France                                                          | Martinica                                                               | 0 – 1                                                                   | Suriname                                                                | Qual. Gold Cup 2025                                                     | -                                                                       | 85’                                                                     |
| Totale                                                                  |                                                                         | Presenze                                                                | 1                                                                       |                                                                         | Reti                                                                    | 0                                                                       |                                                                         |

## Palmarès

### Club

#### Competizioni nazionali
- Eerste Divisie: 1

Volendam: 2024-2025